# Idževan
Idževan (armensko Իջևան) je mesto na severovzhodu Armenije in upravno središče pokrajine Tavuš.

## Zemljepis
Idževan leži v dolini reke Aghstev na povprečni nadmorski višini 732 metrov. Z zahoda ga obdajajo obronki grebena Gugarac, z vzhoda pa Miaporskega gorovja. Okoliške gore so mehkih obrisov in poraščene z gozdom.
Skozi mesto poteka glavna prometna povezava med Erevanom in Tbilisijem. Razdalja do Erevana po cesti je 130 kilometrov. Skozi Idževan teče iz Erevana skozi Hrazdan in Dilidžan tudi železniška proga proti Azerbajdžanu, ki pa je danes zaprta in zapuščena.

## Zgodovina
Bronastodobne arheološke najdbe pričajo o zgodnji poselitvi območja današnjega Idževana. Ker je območje ležalo na pomembni trgovski poti, so tod obstajale številne postojanke, konec 18. stoletja pa je bilo ustanovljeno naselje z imenom »Karavanseraj«. V 20. stoletju so ime naselja prevedli v armenščino – Idževan prav tako pomeni »gostišče«.
V prvi polovici 19. stoletja je kraj prešel izpod perzijskega pod ruski imperij. Novembra 1920 je bil prvo armensko mesto, ki ga je zasedla Sovjetska zveza, preden je prodrla do Erevana in na ozemlju Armenije ustanovila Zakavkaško socialistično federativno sovjetsko republiko. Leta 1956 je Idževan dobil status naselja mestnega tipa, leta 1961 je postal mesto, leta 1970 pa mesto republiške podrejenosti.

## Gospodarstvo
V Idževanu je delovala največja tkalnica preprog v Zakavkazju, katere izdelki so sloveli po vsej Sovjetski zvezi. V mestu je bila razvita tudi živilska, strojna in druge panoge, ki danes večinoma ne obratuje več. Edini še delujoči podjetji sta lesnopredelovalni obrat ter tovarna vina in žganih pijač, tradicijo tkanja pa ohranjajo lokalni obrtniki.